# Georg Ferdinand von Waldburg-Zeil
Georg Ferdinand von Waldburg-Zeil, noto anche come Peter von Waldburg in religione (Kleinheubach, 8 gennaio 1823 – Ratisbona, 14 agosto 1866), è stato un nobile, presbitero, missionario e predicatore gesuita tedesco.

## Biografia
Georg Ferdinand era figlio del principe Franz Thaddäus von Waldburg-Zeil (1778-1845) e della sua terza moglie, la baronessa Maria Theresia von der Wenge zu Beck (1798-1864). Suo cugino fu il vescovo Wilhelm Emmanuel von Ketteler e fu prozio del cardinale Konrad von Preysing.
Georg Ferdinand frequentò il collegio St. Michael ed entrò nell'ordine dei gesuiti a 17 anni come novizio del collegio Spiritus Sanctus di Briga, venendo poi inviato a Roma per compiere i propri studi e prendendo il nome di Pietro.  A Roma venne ordinato sacerdote nel 1848 ma fu costretto a fuggire a causa della rivoluzione e della proclamazione della seconda repubblica romana, celebrando la sua prima messa al castello di Zeil.
Divenne quindi noto come predicatore, anche per la fama  della sua illustre discendenza, al punto che anche lo storico Wolfgang Menzel lo citò nel suo volume "Storia d'Europa dalla caduta di Napoleone ad oggi (1816-1856)":
(Wolfgang Menzel, Storia d'Europa dalla caduta di Napoleone ad oggi (1816-1856), vol. 2, pag. 380)
Fu anche autore di una serie di poesie che vennero pubblicate nel 1857 all'interno di un'antologia col nome fittizio di Verlag Kircheim di Magonza; alcune di queste godettero di notevole popolarità, al punto da divenire vere e proprie invocazioni e preghiere. Tra queste poesie, una in particolare racconta in versi la sua fuga da Roma nel 1848.
Il vescovo Hermann von Vicari desiderava avere Wilhelm Emmanuel von Ketteler o suo cugino Georg von Waldburg-Zeil come vescovo coadiutore nella sua sede di Friburgo in Brisgovia. Alla fine la scelta ricadde sul primo, preferendo lasciare il secondo al suo impegno stabile nella predicazione che aveva dato tanti frutti. Venne comunque nominato canonico della cattedrale di Spira.
Nel 1860 celebrò il matrimonio tra sua nipote Sophie von Arco-Zinneberg ed il principe Franz von Waldburg-Wolfegg-Waldsee.
Morì a Ratisbona nel 1866.

## Ascendenza
|                                                                      |                                 |                                                | Genitori                                               |  |  | Nonni |  |  | Bisnonni                                 |  |  | Trisnonni                                 |  |
|                                                                      |                                 |                                                |                                                        |  |  |       |  |  | Franz Anton von Waldburg-Zeil-Trauchburg |  |  | Johann Jakob von Waldburg-Zeil-Trauchburg |  |
|                                                                      |                                 |                                                |                                                        |  |  |       |  |  | Franz Anton von Waldburg-Zeil-Trauchburg |  |  | Johann Jakob von Waldburg-Zeil-Trauchburg |  |
|                                                                      |                                 | Maria Elisabeth von Küenburg                   |                                                        |  |  |       |  |  | Franz Anton von Waldburg-Zeil-Trauchburg |  |  |                                           |  |
| Maximilian von Waldburg-Zeil-Trauchburg, I principe di Waldburg-Zeil |                                 |                                                |                                                        |  |  |       |  |  | Franz Anton von Waldburg-Zeil-Trauchburg |  |  |                                           |  |
|                                                                      |                                 | Maria Anna zu Waldburg                         | Friedrich Anton Marquard von Waldburg                  |  |  |       |  |  |                                          |  |  |                                           |  |
|                                                                      |                                 | Maria Anna zu Waldburg                         | Friedrich Anton Marquard von Waldburg                  |  |  |       |  |  |                                          |  |  |                                           |  |
|                                                                      |                                 | Maria Anna zu Waldburg                         | Maria Karoline von Khuenburg                           |  |  |       |  |  |                                          |  |  |                                           |  |
| Franz Thaddäus von Waldburg-Zeil, II principe di Waldburg-Zeil       |                                 | Maria Anna zu Waldburg                         |                                                        |  |  |       |  |  |                                          |  |  |                                           |  |
|                                                                      |                                 | Leopold Thaddäus von Hornstein zu Weiterdingen | Johann Ferdinand von Hornstein                         |  |  |       |  |  |                                          |  |  |                                           |  |
|                                                                      |                                 | Leopold Thaddäus von Hornstein zu Weiterdingen | Johann Ferdinand von Hornstein                         |  |  |       |  |  |                                          |  |  |                                           |  |
|                                                                      |                                 | Leopold Thaddäus von Hornstein zu Weiterdingen | Maria Creszentia Vogt von Alten-Summerau und Prassberg |  |  |       |  |  |                                          |  |  |                                           |  |
| Maria von Hornstein zu Weiterdingen                                  |                                 | Leopold Thaddäus von Hornstein zu Weiterdingen |                                                        |  |  |       |  |  |                                          |  |  |                                           |  |
|                                                                      |                                 | Maria Anna von Welsperg zu Raitenau und Primör | Joseph Karl Guidobald von Welsperg                     |  |  |       |  |  |                                          |  |  |                                           |  |
|                                                                      |                                 | Maria Anna von Welsperg zu Raitenau und Primör | Joseph Karl Guidobald von Welsperg                     |  |  |       |  |  |                                          |  |  |                                           |  |
|                                                                      |                                 | Maria Anna von Welsperg zu Raitenau und Primör | Maria Johanna Catharina von Rost                       |  |  |       |  |  |                                          |  |  |                                           |  |
| Georg Ferdinand von Waldburg-Zeil                                    |                                 | Maria Anna von Welsperg zu Raitenau und Primör |                                                        |  |  |       |  |  |                                          |  |  |                                           |  |
|                                                                      | Friedrich von der Wenge zu Beck | Werner Heinrich von der Wenge                  |                                                        |  |  |       |  |  |                                          |  |  |                                           |  |
|                                                                      | Friedrich von der Wenge zu Beck | Werner Heinrich von der Wenge                  |                                                        |  |  |       |  |  |                                          |  |  |                                           |  |
|                                                                      | Friedrich von der Wenge zu Beck | Maria Elisabeth von Kanne                      |                                                        |  |  |       |  |  |                                          |  |  |                                           |  |
| Clemens August von der Wenge zu Beck                                 | Friedrich von der Wenge zu Beck |                                                |                                                        |  |  |       |  |  |                                          |  |  |                                           |  |
|                                                                      |                                 | Charlotte von Harff                            | Werner Friedrich von Harff                             |  |  |       |  |  |                                          |  |  |                                           |  |
|                                                                      |                                 | Charlotte von Harff                            | Werner Friedrich von Harff                             |  |  |       |  |  |                                          |  |  |                                           |  |
|                                                                      |                                 | Charlotte von Harff                            | Eva Franziska von Hoheneck                             |  |  |       |  |  |                                          |  |  |                                           |  |
| Maria Theresia von der Wenge zu Beck                                 |                                 | Charlotte von Harff                            |                                                        |  |  |       |  |  |                                          |  |  |                                           |  |
|                                                                      |                                 | Friedrich von Eynatten                         | Johann Philipp von Eynatten                            |  |  |       |  |  |                                          |  |  |                                           |  |
|                                                                      |                                 | Friedrich von Eynatten                         | Johann Philipp von Eynatten                            |  |  |       |  |  |                                          |  |  |                                           |  |
|                                                                      |                                 | Friedrich von Eynatten                         | Aemilia Gravin van Bylandt                             |  |  |       |  |  |                                          |  |  |                                           |  |
| Ludovica von Eynatten                                                |                                 | Friedrich von Eynatten                         |                                                        |  |  |       |  |  |                                          |  |  |                                           |  |
|                                                                      |                                 | Anna Maria Catharina von Bourscheidt           | Philipp Anton Damian von Bourscheidt                   |  |  |       |  |  |                                          |  |  |                                           |  |
|                                                                      |                                 | Anna Maria Catharina von Bourscheidt           | Philipp Anton Damian von Bourscheidt                   |  |  |       |  |  |                                          |  |  |                                           |  |
|                                                                      |                                 | Anna Maria Catharina von Bourscheidt           | Anna Maria von Harff                                   |  |  |       |  |  |                                          |  |  |                                           |  |
|                                                                      |                                 | Anna Maria Catharina von Bourscheidt           |                                                        |  |  |       |  |  |                                          |  |  |                                           |  |